# World Team Cup 2008
La World Team Cup 2008 est la 31e édition de l'épreuve. Huit pays participent à la phase finale. Le tournoi, qui commence le 18 mai 2008 au Rochusclub, se déroule à Düsseldorf, en Allemagne .

## Matchs de poule
L'équipe en tête de chaque poule se voit qualifiée pour la finale.

### Groupe Bleu
| Espagne - David Ferrer - Feliciano López - Marcel Granollers | Italie - Simone Bolelli - Potito Starace | Russie - Igor Andreev - Mikhail Youzhny - Dmitry Tursunov | Allemagne - Philipp Kohlschreiber - Nicolas Kiefer - Denis Gremelmayr - Christopher Kas - Philipp Petzschner |

#### Classements
| # | Equipe victorieuse | Adversaire | Score |
| 1 | Russie             | Allemagne  | 3 - 0 |
| 2 | Italie             | Espagne    | 2 - 1 |
| 3 | Italie             | Allemagne  | 2 - 1 |
| 4 | Espagne            | Russie     | 2 - 1 |
| 5 | Russie             | Italie     | 2 - 1 |
| 6 | Allemagne          | Espagne    | 2 - 1 |

| #   | Pays      | Points | Matchs | Sets   |
| --- | --------- | ------ | ------ | ------ |
| 1re | Russie    | 2 - 1  | 6 - 3  | 12 - 9 |
| 2e  | Italie    | 2 - 1  | 5 - 4  | 13 - 9 |
| 3e  | Espagne   | 1 - 2  | 4 - 5  | 9 - 11 |
| 4e  | Allemagne | 1 - 2  | 3 - 6  | 8 - 13 |

#### Matchs détaillés
|  | Équipe 1 | Score | Équipe 2  |  |
|  | Russie   | 3 – 0 | Allemagne |  |

| Ordre des matchs | Joueurs               | Points au premier set | Points au second set | Points au troisième set |
| ---------------- | --------------------- | --------------------- | -------------------- | ----------------------- |
| 1                | Igor Andreev          | 6                     | 6                    |                         |
| 1                | Philipp Kohlschreiber | 4                     | 3                    |                         |
|                  |                       |                       |                      |                         |
| 2                | Dmitry Tursunov       | 6                     | 3                    | 7                       |
| 2                | Nicolas Kiefer        | 4                     | 6                    | 5                       |
|                  |                       |                       |                      |                         |
| 3 (sans enjeu)   | Youzhny - Tursunov    | 7                     | 6                    |                         |
| 3 (sans enjeu)   | Kas - Petzschner      | 62                    | 3                    |                         |

|  | Équipe 1 | Score | Équipe 2 |  |
|  | Italie   | 2 – 1 | Espagne  |  |

| Ordre des matchs | Joueurs            | Points au premier set | Points au second set | Points au troisième set |
| ---------------- | ------------------ | --------------------- | -------------------- | ----------------------- |
| 1                | Simone Bolelli     | 6                     | 6                    |                         |
| 1                | Feliciano López    | 4                     | 3                    |                         |
|                  |                    |                       |                      |                         |
| 2                | Potito Starace     | 3                     | 6                    | 3                       |
| 2                | David Ferrer       | 6                     | 3                    | 6                       |
|                  |                    |                       |                      |                         |
| 3                | Bolelli - Starace  | 6                     | 7                    |                         |
| 3                | Granollers - López | 4                     | 63                   |                         |

|  | Équipe 1 | Score | Équipe 2  |  |
|  | Italie   | 2 – 1 | Allemagne |  |

| Ordre des matchs | Joueurs               | Points au premier set | Points au second set | Points au troisième set |
| ---------------- | --------------------- | --------------------- | -------------------- | ----------------------- |
| 1                | Simone Bolelli        | 7                     | 7                    |                         |
| 1                | Nicolas Kiefer        | 64                    | 6o                   |                         |
|                  |                       |                       |                      |                         |
| 2                | Potito Starace        | 2                     | 65                   |                         |
| 2                | Philipp Kohlschreiber | 6                     | 7                    |                         |
|                  |                       |                       |                      |                         |
| 3                | Bolelli - Starace     | 2                     | 6                    | 10                      |
| 3                | Kas - Petzschner      | 6                     | 3                    | 4                       |

|  | Équipe 1 | Score | Équipe 2 |  |
|  | Espagne  | 2 – 1 | Russie   |  |

| Ordre des matchs | Joueurs            | Points au premier set | Points au second set | Points au troisième set |
| ---------------- | ------------------ | --------------------- | -------------------- | ----------------------- |
| 1                | David Ferrer       | 6                     | 6                    |                         |
| 1                | Mikhail Youzhny    | 3                     | 3                    |                         |
|                  |                    |                       |                      |                         |
| 2                | Feliciano López    | 6                     | 6                    |                         |
| 2                | Igor Andreev       | 4                     | 4                    |                         |
|                  |                    |                       |                      |                         |
| 3 (sans enjeu)   | Granollers - López | 3                     | 4                    |                         |
| 3 (sans enjeu)   | Youzhny - Tursunov | 6                     | 6                    |                         |

|  | Équipe 1 | Score | Équipe 2 |  |
|  | Russie   | 2 – 1 | Italie   |  |

| Ordre des matchs | Joueurs            | Points au premier set | Points au second set | Points au troisième set |
| ---------------- | ------------------ | --------------------- | -------------------- | ----------------------- |
| 1                | Igor Andreev       | 6                     | 62                   | 6                       |
| 1                | Simone Bolelli     | 3                     | 7                    | 3                       |
|                  |                    |                       |                      |                         |
| 2                | Mikhail Youzhny    | 6                     | 5                    | 6                       |
| 2                | Potito Starace     | 4                     | 7                    | 2                       |
|                  |                    |                       |                      |                         |
| 3 (sans enjeu)   | Andreev - Tursunov | 4                     | 4                    |                         |
| 3 (sans enjeu)   | Bolelli - Starace  | 6                     | 6                    |                         |

|  | Équipe 1  | Score | Équipe 2 |  |
|  | Allemagne | 2 – 1 | Espagne  |  |

| Ordre des matchs | Joueurs               | Points au premier set | Points au second set | Points au troisième set |
| ---------------- | --------------------- | --------------------- | -------------------- | ----------------------- |
| 1                | Philipp Kohlschreiber | 6                     | 6                    |                         |
| 1                | David Ferrer          | 1                     | 0                    |                         |
|                  |                       |                       |                      |                         |
| 2                | Denis Gremelmayr      | 4                     | 3                    |                         |
| 2                | Feliciano López       | 6                     | 6                    |                         |
|                  |                       |                       |                      |                         |
| 3                | Kas - Petzschner      | 65                    | 6                    | 10                      |
| 3                | Granollers - López    | 7                     | 4                    | 5                       |

### Groupe Rouge
| Tchéquie - Tomáš Berdych - Michal Tabara - Ivo Minář - Pavel Vízner | Argentine - Guillermo Cañas - Juan Ignacio Chela - Sebastián Prieto - Lucas Arnold Ker | Suède - Thomas Johansson - Robin Söderling - Robert Lindstedt | États-Unis - Bobby Reynolds - James Blake - Wayne Odesnik |

#### Classements
| # | Equipe victorieuse | Adversaire | Score |
| 1 | Argentine          | Tchéquie   | 2 - 1 |
| 2 | Suède              | États-Unis | 3 - 0 |
| 3 | États-Unis         | Argentine  | 2 - 1 |
| 4 | Suède              | Tchéquie   | 3 - 0 |
| 5 | États-Unis         | Tchéquie   | 2 - 1 |
| 6 | Suède              | Argentine  | 2 - 1 |

| #   | Pays       | Points | Matchs | Sets    |
| --- | ---------- | ------ | ------ | ------- |
| 1re | Suède      | 3 - 0  | 8 - 1  | 16 - 6  |
| 2e  | États-Unis | 2 - 1  | 4 - 5  | 10 - 12 |
| 3e  | Argentine  | 1 - 2  | 4 - 5  | 10 - 10 |
| 4e  | Tchéquie   | 0 - 3  | 2 - 7  | 7 - 15  |

#### Matchs détaillés
|  | Équipe 1  | Score | Équipe 2           |  |
|  | Argentine | 2 – 1 | République tchèque |  |

| Ordre des matchs | Joueurs            | Points au premier set | Points au second set | Points au troisième set |
| ---------------- | ------------------ | --------------------- | -------------------- | ----------------------- |
| 1                | Guillermo Cañas    | 2                     | 6                    | 3                       |
| 1                | Tomáš Berdych      | 6                     | 3                    | 6                       |
|                  |                    |                       |                      |                         |
| 2                | Juan Ignacio Chela | 6                     | 6                    |                         |
| 2                | Michal Tabara      | 0                     | 4                    |                         |
|                  |                    |                       |                      |                         |
| 3                | Ker - Prieto       | 7                     | 6                    |                         |
| 3                | Berdych - Vízner   | 63                    | 3                    |                         |

|  | Équipe 1 | Score | Équipe 2   |  |
|  | Suède    | 3 – 0 | États-Unis |  |

| Ordre des matchs | Joueurs               | Points au premier set | Points au second set | Points au troisième set |
| ---------------- | --------------------- | --------------------- | -------------------- | ----------------------- |
| 1                | Thomas Johansson      | 6                     | 2                    | 6                       |
| 1                | Bobby Reynolds        | 3                     | 6                    | 3                       |
|                  |                       |                       |                      |                         |
| 2                | Robin Söderling       | 5                     | 6                    | 6                       |
| 2                | James Blake           | 7                     | 3                    | 0                       |
|                  |                       |                       |                      |                         |
| 3 (sans enjeu)   | Lindstedt - Söderling | 6                     | 6                    |                         |
| 3 (sans enjeu)   | Blake - Odesnik       | 1                     | 2                    |                         |

|  | Équipe 1   | Score | Équipe 2  |  |
|  | États-Unis | 2 – 1 | Argentine |  |

| Ordre des matchs | Joueurs             | Points au premier set | Points au second set | Points au troisième set |
| ---------------- | ------------------- | --------------------- | -------------------- | ----------------------- |
| 1                | James Blake         | 7                     | 6                    |                         |
| 1                | Guillermo Cañas     | 64                    | 4                    |                         |
|                  |                     |                       |                      |                         |
| 2                | Wayne Odesnik       | 5                     | 1                    |                         |
| 2                | Juan Ignacio Chela  | 7                     | 6                    |                         |
|                  |                     |                       |                      |                         |
| 3                | Blake - Odesnik     | 6                     | 65                   | 10                      |
| 3                | Prieto - Arnold Ker | 3                     | 7                    | 7                       |

|  | Équipe 1 | Score | Équipe 2           |  |
|  | Suède    | 3 – 0 | République Tchèque |  |

| Ordre des matchs | Joueurs               | Points au premier set | Points au second set | Points au troisième set |
| ---------------- | --------------------- | --------------------- | -------------------- | ----------------------- |
| 1                | Thomas Johansson      | 6                     | 4                    | 7                       |
| 1                | Michal Tabara         | 2                     | 6                    | 65                      |
|                  |                       |                       |                      |                         |
| 2                | Robin Söderling       | 6                     | 1                    | 6                       |
| 2                | Tomáš Berdych         | 4                     | 6                    | 3                       |
|                  |                       |                       |                      |                         |
| 3 (sans enjeu)   | Lindstedt - Söderling | 6                     | 7                    |                         |
| 3 (sans enjeu)   | Tabara - Vízner       | 4                     | 5                    |                         |

|  | Équipe 1   | Score | Équipe 2           |  |
|  | États-Unis | 2 – 1 | République tchèque |  |

| Ordre des matchs | Joueurs          | Points au premier set | Points au second set | Points au troisième set |
| ---------------- | ---------------- | --------------------- | -------------------- | ----------------------- |
| 1                | James Blake      | 65                    | 65                   |                         |
| 1                | Tomáš Berdych    | 7                     | 7                    |                         |
|                  |                  |                       |                      |                         |
| 2                | Wayne Odesnik    | 6                     | 6                    |                         |
| 2                | Ivo Minář        | 2                     | 1                    |                         |
|                  |                  |                       |                      |                         |
| 3                | Blake - Odesnik  | 0                     | 7                    | 10                      |
| 3                | Berdych - Vízner | 6                     | 5                    | 8                       |

|  | Équipe 1 | Score | Équipe 2  |  |
|  | Suède    | 2 – 1 | Argentine |  |

| Ordre des matchs | Joueurs               | Points au premier set | Points au second set | Points au troisième set |
| ---------------- | --------------------- | --------------------- | -------------------- | ----------------------- |
| 1                | Thomas Johansson      | 2                     | 1                    |                         |
| 1                | Juan Ignacio Chela    | 6                     | 6                    |                         |
|                  |                       |                       |                      |                         |
| 2                | Robin Söderling       | 6                     | 6                    |                         |
| 2                | Guillermo Cañas       | 3                     | 1                    |                         |
|                  |                       |                       |                      |                         |
| 3                | Lindstedt - Söderling | 7                     | 6                    |                         |
| 3                | Ker - Prieto          | 5                     | 2                    |                         |

## Finale
La finale de la World Team Cup 2008 se joue entre la Suède et la Russie.
|  | Équipe 1 | Score | Équipe 2 |  |
|  | Suède    | 2 – 1 | Russie   |  |